# Gisèle Dessieux
Gisèle Dessieux, née le 16 juin 1946 à Réchésy dans le Territoire de Belfort, est une géographe, haute fonctionnaire et personnalité politique française.

## Biographie
Gisèle Dessieux, après de études universitaires de géographie (École normale supérieure, Faculté des lettres de Paris (Sorbonne)) et de sciences politiques (Institut d'études politiques de Paris, devient professeure certifiée puis agrégée d'histoire-géographie.
Elle exerce à compter de 1974 des responsabilités nationales à la Fédération de l'Éducation nationale, alors l'organisation syndicale majoritaire dans le secteur de l'éducation, notamment comme secrétaire nationale chargée de l'Enseignement supérieur et de la Recherche.
De 1984 à 1986, elle est conseillère technique au cabinet de Jean-Pierre Chevènement.
En 1990-1991, elle appartient au cabinet de Thierry de Beaucé, secrétaire d'État chargé des relations culturelles internationales, et elle participe à la mise en place de l'Agence pour l'enseignement français à l'étranger, dont elle devient la première directrice.
En 1992, elle est nommée Inspectrice de l'Académie de Paris  puis en 1997 Inspectrice générale de l'Éducation nationale. Elle préside notamment le concours interne de recrutement de professeurs agrégés et concours d’accès à l’échelle de rémunération en histoire–géographie.
En 2007, elle est candidate aux élections législatives de 2007 dans la  troisième circonscription des Ardennes sous l'étiquette du Mouvement républicain et citoyen avec le soutien du Parti socialiste, mais Jean-Paul Bachy, malgré son exclusion du PS, se présente contre elle. C'est le candidat UMP Jean-Luc Warsmann, maire de Douzy qui est réélu.
Aujourd'hui inspectrice générale honoraire de l'Éducation nationale, Gisèle Dessieux est notamment membre du conseil d'administration de la Mission laïque française.
Elle est également experte auprès de l’Institut européen d’éducation et de politique sociale et membre de l'association Inspecteurs de l'Éducation sans frontières.